# Namatherium
Namatherium is een geslacht van uitgestorven zoogdieren uit de orde Embrithopoda dat in het Eoceen in Afrika leefde.
Namatherium is een van de oudst bekende geslachten uit de Embrithopoda. Dit dier leefde tijdens het Lutetien (47,8-41,3 miljoen jaar geleden) en is bekend uit de Ystervark-formatie in het Sperrgebiet in Namibië, waar in dezelfde afzettingen onder meer ook fossielen van de klipdassen, springspitsmuizen, primaten, knaagdieren, egelachtigen, creodonten, hoendervogels en krokodillen zijn gevonden.